# Wilhelm Malkemus
Wilhelm Malkemus (* 11. Februar 1937 in Bebra; † 20. Juli 2019 in Wächtersbach) war ein deutscher Maler, Grafikdesigner, Bühnenbildner, Karikaturist, Zeichner und Porträtmaler.

## Leben
Wilhelm Malkemus war das jüngste von fünf Kindern von Georg Malkemus und seiner Frau Marie und wurde in Bebra geboren, wo er auch die Volksschule besuchte. Seinen Wunsch, nach Schulabschluss ein Kunststudium folgen zu lassen, durfte er, nach dem Willen der Eltern, nicht sofort realisieren. Zunächst erlernte er daher das Malerhandwerk, dazu die Schrift- und Schildermalerei. Erst dann, und nach Durchlaufen der Aufnahmeformalitäten, begann er das Grafikdesign-Studium an der Staatlichen Werkkunstschule in Kassel, das er 1963 nach fünf Jahren mit dem Diplom als „Gebrauchsgrafiker“ abschloss.
In Wächtersbach, seit 1965 ansässig, war er vielfältig engagiert und vernetzt: Im politischen Bereich ist Malkemus in der Messekommission, im Ortsbeirat und als Stadtverordneter hervorgetreten. Im Wächtersbacher Carnevalverein (WCV) gehörte er über lange Zeit dem Elferrat an.
Malkemus war seit 1967 mit Ingeborg Hohmann († 2014) verheiratet und hatte zwei Kinder.

## Werdegang, künstlerisches Schaffen

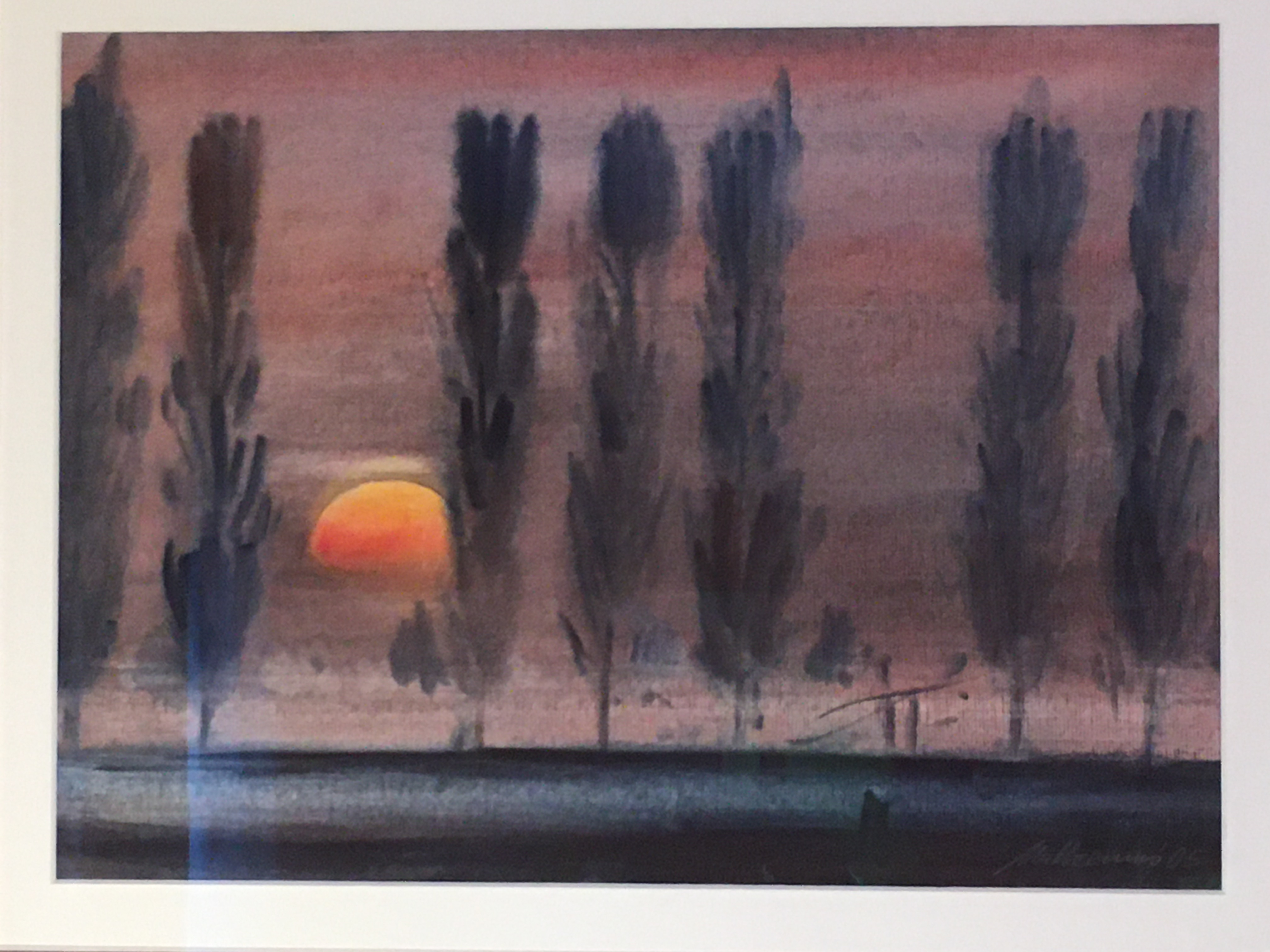
Wilhelm Malkemus: Abendsonne bei Niederrodenbach (28. Mai 2005)

Wilhelm Malkemus: Wappen der Stadt Wächtersbach

Wilhelm Malkemus’ Ausbildungsstätte, die Staatliche Werkkunstschule in Kassel, konnte auf eine lange Geschichte und eine Reihe berühmter Persönlichkeiten in ihren Mauern zurückblicken. So lehrte dort schon im 18. Jahrhundert unter anderen Johann Heinrich Tischbein der Ältere. Unter seinen Professoren waren bedeutende Künstler wie Jupp Ernst (Werkbund, Afri-Cola Flasche), Karl Oskar Blase (Briefmarken, Filmplakate) sowie Zeitgenossen des documenta-Impulsgebers Arnold Bode. Konzeptionell folgte die Werkkunstschule Kassel der Bauhaustradition, in der Kunst und Handwerk miteinander ineinander übergehen.
Mit seinen Ausbildungs-Schwerpunktthemen: Corporate Design, Plakate, Prospekte, Bühnenbilder, Fotografie und Ausstellungsgestaltung und seiner Begabung fand er schnell den Weg in die berufliche Praxis: Erst bei Konrad Zuse, dann als Atelierleiter, Grafiker und Artdirektor bei AEG-Telefunken, weiter als Leiter der Öffentlichkeitsarbeit für das Straßenbauamt Hessen und schließlich, bis zur Pensionierung bei der Stadt Frankfurt.
Malkemus‘ künstlerische Interessen waren vielfältig. Er betätigte sich als Maler, Grafikdesigner, Bühnenbildner, Karikaturist, Zeichner und Porträtmaler. Über viele Jahre hinweg hat er z. B. die Campagnehefte, die phantasievollen, großformatigen Bühnenbilder und die Orden des WCV gestaltet. Auch die Repräsentanz der Stadt Wächtersbach hat Malkemus durch seine Arbeiten mehrfach geprägt: Er entwarf das Wappen der Stadt Wächtersbach, das Logo der Messe Wächtersbach und das Logo für das Schloss Wächtersbach, das 2022 zum neuen Rathaus der Stadt geworden ist.
Landschaften sowie flüchtige, vergängliche Momente zu erfassen war eine seiner Stärken, die er besonders in seinem Spätwerk gepflegt hat. Sie finden, ebenso wie seine Kalender, Plakate oder Flyer viel Zustimmung bei Institutionen, Sammlern und Kunstliebhabern. Sie „leben von der Intensität seiner Begeisterung. In seiner Kunst spiegeln sich seine Gefühlswelt, sein kritisches Denken und seine umfassende Bildung“.

## Ausstellungen und Ehrungen
- Einige seiner frühen Werke fanden 1964 Eingang in die documenta III in Kassel[4]
- Auszeichnung Grafic-Design Deutschland: 1967, 1972, 1973 und 1974
- 1978 Dokumentationsstelle Centre George Pompidou/Paris
- 1988 Schwalmmuseum/Ziegenhain
- 1991 „Art im Amt“/ Rathaus Wächtersbach
- 1993 für sein künstlerisches Schaffen für seine Heimatstadt den Kulturpreis der Stadt Wächtersbach
- 1993 Centre Culturel/Châtillon/Frankreich
- 1997 Schwalmmuseum/Ziegenhain
- 2000 Hotel Steigenberger/Bad Orb
- 2005 Ehemalige Synagoge/Gelnhausen
- 2006 Wächtersbacher Kunstsalon/Wächtersbach
- 2007 Kreisforum Main-Kinzig/Gelnhausen
- 2012 Hessenpark/Neu Anspach, Taunus
- 2012 Deutsche Fotothek
- 2013 Rathaus Hanau
- Im Jahr 2017 zu seinem 80. Geburtsjahr widmete ihm der Wächtersbacher Kunstsalon den Rahmen für eine Retrospektive auf sein Lebenswerk[5]
- Stiftung Preußischer Kulturbesitz/Berlin
- Deutsche Bibliothek/Frankfurt und Leipzig
- 2017 Kulturpreis des Main-Kinzig-Kreises in der Sparte Kunst
- Graphis/Zürich und New York[6]